# 김석휘
김석휘(金錫輝)는 제34대 대한민국의 법무부 장관을 역임한 법조인이다. 부인 서정숙과 사이에 3남 1녀가 있다.

## 생애
1935년 충청북도 청주의 김해 김씨 집안에서 태어나 청주고등학교를 중퇴하고 검정고시 합격 후 1957년 서울대학교 법학과에서 학사 학위 취득하였다. 1956년 제8회 고등고시 사법과, 행정과에 합격하고 육군 법무관을 거쳐 1959년 대구지방검찰청 검사에 임용되었다.
대구지방검찰청에서 있으면서 1959년 10월 19일에 첨부해야 할 진단서나 통,반장을 경유한 날인이 없이 입대 불능계를 받고 금품을 받은 경찰관에 대해 병역기피방조 혐의로 구속했다. 1960년 1월 30일에 동촌 비행장에 침입하여 미국 공군 소유 기름 탱크에서 휘발유 6드럼 시가 2만환 상당을 절취한 2명을 특수절도 혐의로 구속했다. 2월 23일에 절도 피의자라고 체포하여 경찰서 지서에 와서 경찰봉으로 구타하여 사망하게 한 칠곡경찰서 안동지서 조룡수 순경을 독직 폭행 등으로 구속했다.
청와대 사정비서관실에서 파견 근무하면서 굵직한 밀수 및 탈세 사건을 처리하면서 "눈치보지 않는 수사 솜씨"로 평가받은 김석휘는 소신대로 밀고나가는 베짱으로 후배들의 존경을 받는 보스 기질의 검사다.
1982년 6월 4일 밤 7시 30분에 방영된 MBC TV 이철희 장영자 어음 사건 공개 청문회에서 김석휘 검찰총장은 "검사들이 소신있게 일하는 것이 국민에게 이익이 되는 것은 물론이고 정부에도 이익이 된다"고 주장하면서 "총장으로 있는 동안 외부에서 있을 수 있는 이른바 압력을 악고 모든 것을 걸어 검사들의 소신을 보호해주겠다는 결의를 갖고 있다"고 말했다.
법무부 장관으로 재직 중에  미국 문화원 사건의 공판 과정에서 빚어진 소란 행위에 대한 법정관리 문제와 관련하여 경질되었다. 이와 관련하여 정부의 한 관계자는 "법정관리는 물론 대법원 소관사항이나 정부로서는 관련 장관의 책임을 묻지않을 수 없지 않겠느냐"고 말했다. 다른 한편에선 그동안 "중공 어뢰정 사건, 민정당사 농성 사건, 미국 문화원 농성 사건 등의 법적 처리 문제와 관련해 온건한 입장을 취함으로써 정부여당 내에서  미묘한 의견 대립을 보여왔던 것으로 알려져 이번 경질의 이유가 그동안 누적돼 왔던 것이 아니냐"는 해석도 있었다.

## 경력
- 1959년 대구지방검찰청 검사
- 1961년 법무부 검찰국 검사
- 1961년 ~ 1962년 서울지방검찰청 검사
- 1971년 대구지방검찰청 부장검사
- 1973년 대검찰청 특수부 제1과장
- 1974년 서울고등검찰청 검사
- 1974년 3월 5일 사정담당 특별보좌관실 파견 근무
- 1978년 서울지방검찰청 차장검사
- 1979년 법무부 교정국장
- 1981년 4월 27일 ~ 1981년 12월 16일 제23대 서울지방검찰청 검사장
- 서울고등검찰청 검사장
- 제19대 대한민국의 검찰총장
- 1985년 2월 19일 ~ 1985년 7월 15일까지 대한민국 제34대 법무부 장관을 지냈다.
- 1985년 ~ 2002년 김석휘 법률사무소 변호사
- 2017년 8월 29일 ~ 2021년 8월 28일 학교법인 홍익학원 개방이사
- 2021년 9월 10일 ~ 2025년 9월 9일 학교법인 홍익학원 이사